# Diocesi di Margarita
La diocesi di Margarita (in latino Dioecesis Margaritensis) è una sede della Chiesa cattolica in Venezuela suffraganea dell'arcidiocesi di Cumaná. Nel 2021 contava 452.000 battezzati su 606.247 abitanti. È retta dal vescovo Fernando José Castro Aguayo.

## Territorio
La diocesi comprende lo Stato federato venezuelano di Nueva Esparta, costituito da tre isole principali: Margarita, Coche e Cubagua.
Sede vescovile è la città di La Asunción sull'isola di Margarita, dove si trovano la cattedrale dell'Assunzione di Maria Vergine e la basilica minore di Nostra Signora del Valle.
Il territorio è suddiviso in 29 parrocchie.

## Storia
La diocesi è stata eretta il 18 luglio 1969 con la bolla Verba Christi di papa Paolo VI, ricavandone il territorio dalla diocesi di Cumaná (oggi arcidiocesi).
Originariamente suffraganea dell'arcidiocesi di Ciudad Bolívar, il 16 maggio 1992 è entrata a far parte della provincia ecclesiastica di Cumaná.

## Cronotassi dei vescovi
Si omettono i periodi di sede vacante non superiori ai 2 anni o non storicamente accertati.
- Francisco de Guruceaga Iturriza † (18 giugno 1969 - 2 ottobre 1973 nominato vescovo di La Guaira)
- Tulio Manuel Chirivella Varela † (5 aprile 1974 - 18 ottobre 1982 nominato arcivescovo di Barquisimeto)
- César Ramón Ortega Herrera † (25 agosto 1983 - 15 luglio 1998 nominato vescovo di Barcelona)
- Rafael Ramón Conde Alfonzo † (18 marzo 1999 - 12 febbraio 2008 nominato vescovo di Maracay)
- Jorge Aníbal Quintero Chacón (19 dicembre 2008 - 11 luglio 2014 nominato vescovo di Barcelona)
- Fernando José Castro Aguayo, dal 4 agosto 2015

## Statistiche
La diocesi nel 2021 su una popolazione di 606.247 persone contava 452.000 battezzati, corrispondenti al 74,6% del totale.
| anno | popolazione | popolazione | popolazione | presbiteri | presbiteri | presbiteri | presbiteri                | diaconi | religiosi | religiosi | parrocchie |
| anno | battezzati  | totale      | %           | numero     | secolari   | regolari   | battezzati per presbitero | diaconi | uomini    | donne     | parrocchie |
| ---- | ----------- | ----------- | ----------- | ---------- | ---------- | ---------- | ------------------------- | ------- | --------- | --------- | ---------- |
| 1970 | 115.000     | 120.000     | 95,8        | 15         | 10         | 5          | 7.666                     |         | 6         | 19        | 9          |
| 1976 | 140.000     | 146.000     | 95,9        | 19         | 15         | 4          | 7.368                     |         | 8         | 30        | 17         |
| 1980 | 143.000     | 155.000     | 92,3        | 20         | 16         | 4          | 7.150                     |         | 9         | 20        | 18         |
| 1990 | 183.000     | 187.000     | 97,9        | 22         | 19         | 3          | 8.318                     |         | 7         | 35        | 21         |
| 1999 | 355.000     | 365.000     | 97,3        | 26         | 18         | 8          | 13.653                    |         | 13        | 39        | 29         |
| 2000 | 360.000     | 370.000     | 97,3        | 25         | 20         | 5          | 14.400                    |         | 6         | 27        | 29         |
| 2001 | 365.000     | 375.000     | 97,3        | 26         | 21         | 5          | 14.038                    |         | 7         | 24        | 29         |
| 2002 | 370.000     | 385.000     | 96,1        | 27         | 22         | 5          | 13.703                    |         | 7         | 24        | 29         |
| 2003 | 329.217     | 396.647     | 83,0        | 29         | 24         | 5          | 11.352                    | 1       | 6         | 28        | 29         |
| 2004 | 335.815     | 398.712     | 84,2        | 31         | 26         | 5          | 10.832                    | 1       | 6         | 32        | 29         |
| 2013 | 387.000     | 457.000     | 84,7        | 34         | 31         | 3          | 11.382                    | 1       | 4         | 30        | 29         |
| 2016 | 394.995     | 476.000     | 83,0        | 38         | 34         | 4          | 10.394                    | 16      | 5         | 26        | 29         |
| 2019 | 409.000     | 494.800     | 82,7        | 33         | 30         | 3          | 12.393                    | 16      | 4         | 28        | 29         |
| 2021 | 452.000     | 606.247     | 74,6        | 29         | 26         | 3          | 15.586                    | 13      | 4         | 26        | 29         |